# Cienkówka
Cieńkówka – potok, lewy dopływ Oławy.

## Położenie
Wypływa na wysokości 300 m nad p. m. w okolicy Henrykowa.